# Saison 2025 de Super Rugby
Navigation
Super Rugby 2024 Super Rugby 2026
La saison 2025 de Super Rugby est la trentième édition de cette compétition de rugby à XV. Elle est disputée par onze franchises, quatre d'Australie, six de Nouvelle-Zélande et une des Fidji.
Les tenants du titre 2024 sont les Blues.
À l'issue de la saison, les Crusaders remportent leur treizième trophée en battant les Chiefs 16 à 12 en finale.

## Contexte
Les champions en titre sont les Blues après leur victoire 41 à 10 en finale contre les Chiefs lors de la saison 2024. Ils remportent leur quatrième titre dans la compétition, leur premier depuis l'édition 2003, soit vingt-et-un ans d'attente,.
Pour cette saison, la franchise australienne des Melbourne Rebels est exclue de la compétition à cause d'importants problèmes financiers, réduisant le nombre d'équipes à onze.

## Organisation
Par rapport à la saison 2024, la compétition connaît quelques changements. Elle se déroule toujours, en une seule phase de poule, unique aux onze franchises. Désormais, la saison régulière se joue sur seize journées, comptant quatorze matchs par équipe soit sept matchs à domicile, autant à l'extérieur et deux week-ends de repos,. Ensuite, les six meilleures équipes de la phase régulière se qualifient pour la phase finale. À l'issue des barrages de qualification, les trois vainqueurs accèdent aux demi-finales en compagnie de l'équipe perdante la mieux classée. Durant la phase finale, l'équipe la mieux classée reçoit alors systématiquement.
La saison régulière se déroule entre le 14 février et le week-end du 30-31 mai. La phase finale commençant au mois de juin.
Lors de la saison, les Moana Pasifika jouent dans la banlieue d'Auckland, au North Harbour Stadium, sauf pour deux rencontres dont une où ils jouent pour la seconde fois aux Tonga, dans la capitale Nukuʻalofa, au Teufaiva Sport Stadium,.
Cette année, le Super Round, journée consistant à disputer les six rencontres dans le même stade sur un week-end, n'est pas mis en place à cause de l'exclusion des Melbourne Rebels qui ont accueilli cette journée depuis 2022.

## Franchises participantes
La compétition oppose onze franchises issues d'Australie, de Nouvelle-Zélande et des Fidji. Chaque franchise représente une aire géographique.
| Nom             | Pays             | Ville        | Stade                           | Entraîneur            | Capitaine                             |
| --------------- | ---------------- | ------------ | ------------------------------- | --------------------- | ------------------------------------- |
| Blues           | Nouvelle-Zélande | Auckland     | Eden Park                       | Vern Cotter           | Patrick Tuipulotu                     |
| Brumbies        | Australie        | Canberra     | Canberra Stadium                | Stephen Larkham       | Allan Alaalatoa                       |
| Chiefs          | Nouvelle-Zélande | Hamilton     | Waikato Stadium                 | Clayton McMillan (en) | Luke Jacobson                         |
| Crusaders       | Nouvelle-Zélande | Christchurch | Rugby League Park               | Rob Penney (en)       | David Havili                          |
| Fijian Drua     | Fidji            | Lautoka Suva | Churchill Park HFC Bank Stadium | Glen Jackson          | Tevita Ikanivere Frank Lomani         |
| Highlanders     | Nouvelle-Zélande | Dunedin      | Forsyth Barr Stadium            | Jamie Joseph          | Hugh Renton (en) Timoci Tavatavanawai |
| Hurricanes      | Nouvelle-Zélande | Wellington   | Westpac Stadium                 | Clark Laidlaw (en)    | Brad Shields                          |
| Moana Pasifika  | Nouvelle-Zélande | Auckland     | North Harbour Stadium           | Tana Umaga            | Ardie Savea                           |
| Queensland Reds | Australie        | Brisbane     | Suncorp Stadium                 | Les Kiss (en)         | Tate McDermott Liam Wright            |
| Waratahs        | Australie        | Sydney       | Sydney Football Stadium         | Dan McKellar          | Jake Gordon                           |
| Western Force   | Australie        | Perth        | Perth Oval                      | Simon Cron (en)       | Jeremy Williams                       |

## Compétition

### Faits marquants de la saison
Lors de la cinquième journée, l'ailier des Crusaders, Macca Springer (en) inscrit cinq essais dans le même match contre la Western Force (55 à 33) et égale le record du plus grand nombre d'essais inscrits en un match de Sean Wainui (en) datant de 2021.
Fin mars, les Moana Pasifika, derniers du classement avant la rencontre, s'imposent 45 à 29 sur le terrain des Crusaders, décrochant leur première victoire contre cet adversaire.
Début mai, les Moana Pasifika obtiennent le premier succès de leur histoire contre les Highlanders en gagnant 34 à 29 sur le terrain de leur adversaire. Lors de la même journée, l'ailier des Hurricanes, Bailyn Sullivan (en), remplaçant au coup d'envoi mais entrant en jeu au bout de huit minutes, inscrit un quadruplé décisif en seconde période, les quatre essais de son équipe. Sa franchise s'impose 35 à 17 contre les Chiefs alors qu'elle perdait 9 à 17 à la mi-temps.
À l'occasion d'une victoire 48 à 33 des Crusaders sur le terrain des Waratahs, mi-mai, Sevu Reece inscrit son 65e essai en Super Rugby. Il égale le record du plus grand nombre d'essais marqués dans la compétition, détenu jusque-là par TJ Perenara. La semaine suivante, il bat ce record en marquant un essai contre les Highlanders.
Lors de l'avant-dernière journée de la saison, les Chiefs infligent une lourde défaite 85 à 7 aux Moana Pasifika. Ce match constitue la plus large victoire ainsi que le plus haut score de l'histoire des Chiefs mais aussi la plus lourde défaite des Moana Pasifika.
Au cours de la dernière journée de la phase régulière, l'ailier des Queensland Reds, Lachie Anderson (en), inscrit un quadruplé en première mi-temps et son équipe s'impose 52 à 7 contre les Fidjian Drua. Il est le premier joueur de la franchise à réussir cette performance en Super Rugby.

### Classement phase régulière
À l'issue de la phase régulière, les Chiefs terminent en tête du classement devant les Crusaders et les Brumbies qui jouent donc leur match de barrage à domicile. Les trois autres équipes qualifiées sont les Hurricanes, les Queensland Reds et les Blues.
| Rang | Franchise       | J  | V  | N | D  | Bo | Bd | Pm  | Pe  | Diff | Pts |
| ---- | --------------- | -- | -- | - | -- | -- | -- | --- | --- | ---- | --- |
| 1    | Chiefs          | 14 | 11 | 0 | 3  | 5  | 2  | 550 | 319 | +231 | 51  |
| 2    | Crusaders       | 14 | 11 | 0 | 3  | 5  | 0  | 471 | 371 | +100 | 49  |
| 3    | Brumbies        | 14 | 9  | 0 | 5  | 4  | 4  | 448 | 361 | +87  | 44  |
| 4    | Hurricanes      | 14 | 8  | 1 | 5  | 2  | 3  | 448 | 342 | +106 | 39  |
| 5    | Queensland Reds | 14 | 8  | 0 | 6  | 4  | 2  | 425 | 371 | +54  | 38  |
| 6    | Blues           | 14 | 6  | 0 | 8  | 5  | 4  | 377 | 330 | +47  | 33  |
| 7    | Moana Pasifika  | 14 | 6  | 0 | 8  | 2  | 2  | 405 | 544 | -139 | 28  |
| 8    | Waratahs        | 14 | 6  | 0 | 8  | 1  | 1  | 317 | 451 | -134 | 26  |
| 9    | Western Force   | 14 | 4  | 1 | 9  | 2  | 3  | 358 | 472 | -114 | 23  |
| 10   | Highlanders     | 14 | 3  | 0 | 11 | 1  | 7  | 332 | 422 | -90  | 20  |
| 11   | Fijian Drua     | 14 | 4  | 0 | 10 | 1  | 3  | 317 | 465 | -148 | 20  |

Attribution des points : victoire : 4, match nul : 2, défaite : 0 ; plus les bonus (offensif : 3 essais de plus que l'adversaire ; défensif : défaite par 7 points d'écart ou moins).

### Résultats détaillés
Les points marqués par chaque équipe sont inscrits dans les colonnes centrales (3-4) alors que les essais marqués sont donnés dans les colonnes latérales (1-6). Les points de bonus sont symbolisés par une bordure bleue pour les bonus offensifs (trois essais de plus que l'adversaire), orange pour les bonus défensifs (défaite par moins de sept points d'écart), rouge si les deux bonus sont cumulés.

### Phase finale

#### Barrages
| 6 juin 2025 19 h 5 UTC+12:00 | Crusaders | 32 - 12 (12 - 0) | Queensland Reds                                                                    | Rugby League Park, Christchurch Arbitre : Paul Williams |
| 6 juin 2025 19 h 5 UTC+12:00 | Essai(s) : 5 Barrett (16e), Williams (28e), Hotham (56e), Reihana (en) (66e), Preston (en) (79e) Transformation(s) : 2 Reihana (29e, 58e) Pénalité(s) : 1 Reihana (60e) Carton(s) jaune(s) : 1 Blackadder (69e) | Rapport          | Essai(s) : 2 Nasser (en) (70e), McReight (77e) Transformation(s) : 1 Daugunu (71e) | Rugby League Park, Christchurch Arbitre : Paul Williams |
| 6 juin 2025 19 h 5 UTC+12:00 | | Rapport          |                                                                                    | Rugby League Park, Christchurch Arbitre : Paul Williams |

| 7 juin 2025 19 h 5 UTC+12:00 | Chiefs | 19 - 20 (9 - 3) | Blues | Waikato Stadium, Hamilton 18 067 spectateurs Arbitre : Angus Gardner |
| 7 juin 2025 19 h 5 UTC+12:00 | Essai(s) : 1 Rona (en) (59e) Transformation(s) : 1 McKenzie (60e) Pénalité(s) : 4 McKenzie (2e, 32e, 36e, 52e) | Rapport         | Essai(s) : 2 Eklund (en) (65e), Beehre (en) (80e+3) Transformation(s) : 2 Barrett (66e, 80e+4) Pénalité(s) : 2 Barrett (5e, 48e) Carton(s) jaune(s) : 1 Riccitelli (35e) | Waikato Stadium, Hamilton 18 067 spectateurs Arbitre : Angus Gardner |
| 7 juin 2025 19 h 5 UTC+12:00 | | Rapport         | | Waikato Stadium, Hamilton 18 067 spectateurs Arbitre : Angus Gardner |

| 7 juin 2025 19 h 35 UTC+10:00 | Brumbies | 35 - 28 (21 - 14) | Hurricanes | Canberra Stadium, Canberra Arbitre : Nic Berry |
| 7 juin 2025 19 h 35 UTC+10:00 | Essai(s) : 5 Pollard (9e, 40e), Alaalatoa (22e), Wright (47e), Slipper (60e) Transformation(s) : 5 Lolesio (10e, 23e, 40e+1, 48e, 62e) | Rapport           | Essai(s) : 4 Love (6e), Fineanganofo (en) (17e), Sullivan (en) (54e), Tosi (en) (67e) Transformation(s) : 4 Love (7e, 18e, 55e, 67e) | Canberra Stadium, Canberra Arbitre : Nic Berry |
| 7 juin 2025 19 h 35 UTC+10:00 | | Rapport           | | Canberra Stadium, Canberra Arbitre : Nic Berry |

#### Demi-finales
| 13 juin 2025 19 h 5 UTC+12:00 | Crusaders | 21 - 14 (14 - 14) | Blues | Rugby League Park, Christchurch Arbitre : James Doleman (en) |
| 13 juin 2025 19 h 5 UTC+12:00 | Essai(s) : 3 Christie (24e), Jordan (37e, 70e) Transformation(s) : 3 Reihana (en) (25e, 37e, 71e) Carton(s) jaune(s) : 1 Ennor (12e) | Rapport           | Essai(s) : 2 Telea (11e), Ioane (21e) Transformation(s) : 2 Barrett (12e, 21e) Carton(s) jaune(s) : 2 Fusitua (en) (26e), Sotutu (74e) | Rugby League Park, Christchurch Arbitre : James Doleman (en) |
| 13 juin 2025 19 h 5 UTC+12:00 | | Rapport           | | Rugby League Park, Christchurch Arbitre : James Doleman (en) |

| 14 juin 2025 19 h 5 UTC+12:00 | Chiefs | 37 - 17 (19 - 12) | Brumbies                                                                                       | Waikato Stadium, Hamilton 14 536 spectateurs Arbitre : Nic Berry |
| 14 juin 2025 19 h 5 UTC+12:00 | Essai(s) : 3 Narawa (20e, 47e), Jacomb (en) (64e) Transformation(s) : 2 McKenzie (21e, 48e) Pénalité(s) : 6 McKenzie (24e, 32e, 38e, 40e+2, 55e, 58e) Carton(s) jaune(s) : 1 Vaa'i (8e) | Rapport           | Essai(s) : 3 Pollard (15e), Toole (en) (35e, 44e) Transformation(s) : 1 R. Lonergan (en) (16e) | Waikato Stadium, Hamilton 14 536 spectateurs Arbitre : Nic Berry |
| 14 juin 2025 19 h 5 UTC+12:00 | | Rapport           |                                                                                                | Waikato Stadium, Hamilton 14 536 spectateurs Arbitre : Nic Berry |

#### Finale
| 21 juin 2025 19 h 5 UTC+12:00 | Crusaders | 16 - 12 (13 - 12) | Chiefs                                                                        | Rugby League Park, Christchurch Arbitre : Angus Gardner |
| 21 juin 2025 19 h 5 UTC+12:00 | Essai(s) : 1 Taylor (25e) Transformation(s) : 1 Reihana (en) (26e) Pénalité(s) : 3 Reihana (29e, 35e, 73e) Carton(s) jaune(s) : 1 Havili (11e) | Rapport           | Essai(s) : 2 Dyer (13e), Stevenson (38e) Transformation(s) : 1 McKenzie (14e) | Rugby League Park, Christchurch Arbitre : Angus Gardner |
| 21 juin 2025 19 h 5 UTC+12:00 | | Rapport           |                                                                               | Rugby League Park, Christchurch Arbitre : Angus Gardner |

Résumé : Pour cette finale, les deux premiers du classement de la phase régulière se rencontrent : les Chiefs et les Crusaders. Les Chiefs présentent la particularité d'avoir perdu leur premier match de phase finale, contre les Blues champions en titre, mais grâce au nouveau règlement mis en place ils sont repêchés puis se sont qualifiés en finale après avoir écarté les Brumbies,. De leur côté, les Crusaders éliminent les Queensland Reds puis les Blues pour parvenir en finale et reçoivent les Chiefs dans leur stade où ils sont invaincus depuis 31 matchs en phase finale de Super Rugby,.
En début de match, les Chiefs sont les plus dominants et inscrivent un essai par l'intermédiaire de George Dyer dès la 13e minute, transformé par Damian McKenzie, profitant d'une période d'infériorité numérique des Crusaders à la suite d'un carton jaune à l'encontre de David Havili. Malgré ce premier temps faible des locaux, ils reviennent dans le match et mènent finalement 13 à 12 à la mi-temps grâce à un essai de Codie Taylor et des points au pied de Rivez Reihana (en). En deuxième période, les Crusaders restent supérieurs, notamment grâce à leurs avants, mais n'inscrivent que trois points malgré cette domination, les seuls points inscrits en deuxième période,.
Les Crusaders s'imposent donc 16 à 12 et remportent leur treizième Super Rugby tandis que les Chiefs perdent leur troisième finale d'affilée après 2023 et 2024. Le demi d'ouverture des Crusaders, Rivez Reihana, est nommé homme du match,.
| Crusaders Titulaires · 15 Will Jordan · 14 Sevu Reece · 13 Braydon Ennor · 12 David Havili 11e à 21e · 11 Macca Springer (en) · 10 Rivez Reihana (en) · 09 Noah Hotham · 08 Christian Lio-Willie · 07 Tom Christie · 06 Ethan Blackadder · 05 Antonio Shalfoon (en) · 04 Scott Barrett · 03 Fletcher Newell · 02 Codie Taylor 25e · 01 Tamaiti Williams · Remplaçants · 16 George Bell · 17 George Bower · 18 Seb Calder (en) · 19 Jamie Hannah (en) · 20 Cullen Grace · 21 Kyle Preston (en) · 22 O'Connor · 23 Dallas McLeod · Entraîneur · Rob Penney (en) |  | Chiefs Titulaires · 38e Shaun Stevenson 15 · Emoni Narawa 14 · Daniel Rona (en) 13 · Quinn Tupaea 12 · Leroy Carter (en) 11 · Damian McKenzie 10 · Cortez Ratima 90 · Wallace Sititi 80 · Luke Jacobson 70 · Samipeni Finau 60 · Tupou Vaa'i 50 · Naitoa Ah Kuoi (en) 40 · 13e George Dyer 30 · Samisoni Taukei'aho 20 · Ollie Norris (en) 10 · Remplaçants · Brodie McAlister (en) 16 · Aidan Ross 17 · Reuben O'Neill (en) 18 · Jimmy Tupou (en) 19 · Kaylum Boshier (en) 20 · Xavier Roe (en) 21 · Josh Jacomb (en) 22 · Etene Nanai-Seturo 23 · Entraîneur · Clayton McMillan (en) |

## Statistiques et récompenses
Les statistiques incluent la phase finale.

### Meilleurs réalisateurs
Le demi d'ouverture des Chiefs, Damian McKenzie, termine meilleur réalisateur de la compétition avec 209 points inscrits, dont six essais, vingt-sept pénalités et quarante-neuf transformations.
| Rang | Joueur                       | Club            | Points |
| ---- | ---------------------------- | --------------- | ------ |
| 1    | Damian McKenzie              | Chiefs          | 209    |
| 2    | Beauden Barrett              | Blues           | 112    |
| 3    | Tom Lynagh                   | Queensland Reds | 104    |
| 4    | Ben Donaldson                | Western Force   | 96     |
| 5    | Sam Gilbert (en)             | Highlanders     | 89     |
| 6    | Ruben Love                   | Hurricanes      | 84     |
| 7    | Patrick Pellegrini           | Moana Pasifika  | 81     |
| 8    | Isaiah Armstrong-Ravula (en) | Fijian Drua     | 75     |
| 9    | Rivez Reihana (en)           | Crusaders       | 74     |
| 10   | Noah Lolesio                 | Brumbies        | 69     |

### Meilleurs marqueurs
Le troisième ligne aile de la Western Force, Carlo Tizzano termine meilleur marqueur de la compétition avec treize essais inscrits.
| Rang | Joueur               | Club            | Essais |
| ---- | -------------------- | --------------- | ------ |
| 1    | Carlo Tizzano        | Western Force   | 13     |
| 2    | Billy Pollard        | Brumbies        | 11     |
| -    | Corey Toole (en)     | Brumbies        | 11     |
| 4    | Leroy Carter (en)    | Chiefs          | 9      |
| -    | Will Jordan          | Crusaders       | 9      |
| -    | Andy Muirhead (en)   | Brumbies        | 9      |
| -    | Kyren Taumoefolau    | Moana Pasifika  | 9      |
| 8    | Allan Alaalatoa      | Brumbies        | 8      |
| -    | Lachie Anderson (en) | Queensland Reds | 8      |
| -    | Miracle Fai'ilagi    | Moana Pasifika  | 8      |
| -    | Len Ikitau           | Brumbies        | 8      |
| -    | Kini Naholo (en)     | Hurricanes      | 8      |
| -    | Sevu Reece           | Crusaders       | 8      |
| -    | Macca Springer (en)  | Crusaders       | 8      |
| -    | Bailyn Sullivan (en) | Hurricanes      | 8      |

### Meilleur joueur de la saison
Pour cette saison 2025, un nouveau système de désignation du meilleur joueur de la saison est mis en place. À l'issue de chaque rencontre, les capitaines et les entraîneurs principaux des deux franchises nomment chacun les trois meilleurs joueurs de l'équipe adverse tout en attribuant respectivement trois voix, deux voix et une voix. Au terme de la saison, le joueur qui obtient le plus grand total de votes reçoit le prix du meilleur joueur de la saison.
Deux journées avant la fin de la phase régulière, Ardie Savea, troisième ligne des Moana Pasifika est en tête des votes avec 42 voix et ne peut pas être rattrapé par ses poursuivants jusqu'à la fin de la saison. De ce fait, il est élu meilleur joueur de la saison.

### Équipe type
À l'issue de la saison, une équipe type est composée selon le nombre de votes reçus par les joueurs pour la désignation du joueur de la saison selon leur poste.
| Poste                  | Joueurs                           | Joueurs                           | Joueurs                           | Joueurs                   | Joueurs                   | Joueurs                   |
| ---------------------- | --------------------------------- | --------------------------------- | --------------------------------- | ------------------------- | ------------------------- | ------------------------- |
| Arrière                | [15] Joseph Sua'ali'i             | [15] Joseph Sua'ali'i             | [15] Joseph Sua'ali'i             | [15] Joseph Sua'ali'i     | [15] Joseph Sua'ali'i     | [15] Joseph Sua'ali'i     |
| Trois quarts ailes     | [14] Kini Naholo (en)             | [14] Kini Naholo (en)             | [14] Kini Naholo (en)             | [11] Harry Potter         | [11] Harry Potter         | [11] Harry Potter         |
| Trois quarts centres   | [13] AJ Lam (en)                  | [13] AJ Lam (en)                  | [13] AJ Lam (en)                  | [12] Timoci Tavatavanawai | [12] Timoci Tavatavanawai | [12] Timoci Tavatavanawai |
| Charnière              | [10] Damian McKenzie              | [10] Damian McKenzie              | [10] Damian McKenzie              | [9] Cam Roigard           | [9] Cam Roigard           | [9] Cam Roigard           |
| Troisième ligne centre | [8] Ardie Savea                   | [8] Ardie Savea                   | [8] Ardie Savea                   | [8] Ardie Savea           | [8] Ardie Savea           | [8] Ardie Savea           |
| Troisième ligne aile   | [7] Fraser McReight Carlo Tizzano | [7] Fraser McReight Carlo Tizzano | [7] Fraser McReight Carlo Tizzano | [6] Tom Hooper            | [6] Tom Hooper            | [6] Tom Hooper            |
| Deuxième ligne         | [5] Patrick Tuipulotu             | [5] Patrick Tuipulotu             | [5] Patrick Tuipulotu             | [4] Jeremy Williams       | [4] Jeremy Williams       | [4] Jeremy Williams       |
| Piliers                | [3] Allan Alaalatoa               | [3] Allan Alaalatoa               | [3] Allan Alaalatoa               | [1] Angus Bell            | [1] Angus Bell            | [1] Angus Bell            |
| Talonneur              | [2] Tevita Ikanivere              | [2] Tevita Ikanivere              | [2] Tevita Ikanivere              | [2] Tevita Ikanivere      | [2] Tevita Ikanivere      | [2] Tevita Ikanivere      |